# Anna LaCazio
Anna LaCazio (West Point, 26 de gener 1962) és una vocalista estatunidenca, coneguda com a membre de la banda de pop-rock estatunidenca Cock Robin. El seu pare era italià i la seva mare xinesa.

## Biografia
LaCazio va cofundar la banda Cock Robin amb Peter Kingsbery als inicis dels anys '80 a Los Angeles, i va participar en el grup durant tres àlbums i gires amb, entre d'altres, Bryan Adams, The Bangles i James Taylor. Tot i que no van tenir èxit als EUA, Cock Robin va aconseguir un impacte substancial a l'escena pop europea de la dècada dels 1980. El grup es va dissoldre el 1990. El 2006 va participar en la retrobada de Cock Robin i va cantar al seu quart àlbum d'estudi, un àlbum en directe i en una nova gira el 2009.
Durant el 90s, LaCazio va cantar com a telonera d'artistes com Corey Hart a Purple Mountain Matinee. El 1992 va enregistrar un àlbum en solitari, Eat Life, que no va ser distribuït fins al 2009. També va cantar al disc de Kingsbery Pretty Ballerina del 1997, amb un re-enregistrament de la pista de Cock Robin "More than willing". Es va traslladar de Los Angeles al desert de Califòrnia, on també va actuar amb el grup Ra Sol. El 2008, va contribuir una lectura del seu poema "A Song for Lost Blossoms" a l'àlbum del mateix nom de Harold Budd i Clive Wright (antic membre de Cock Robin)
El 2013, va enregistrar un duet amb el vocalista francès Tristan Décamps en el seu àlbum Le Bruit des Humains.